# أبو بكر محمد بن داود الظاهري
أبو بكر محمد بن داود بن علي الفقيه الظاهري (255 - 297)؛ ابن الإمام داود بن علي الظاهري، كان عالمًا بارعًا، إماما في الحديث، أديبا، شاعرا فقيها، ماهرا له كتاب الزهرة اشتغل على أبيه وتبعه في مذهبه ومسلكه وما اختاره من الطرائق وارتضاه وكان أبوه يحبه ويقربه ويدنيه، ولد ببغداد في سنة خمسة وخمسين ومائتين للهجرة وتوفي فيها، في العاشر من رمضان، سنة سبع وتسعين ومائتين.

## أقوال العلماء فيه
- قال علي بن حزم الأندلسي: كان ابن داود من أجمل الناس وأكرمهم خلقا وأبلغهم لسانا وانظفهم هيئه مع الدين والورع وكل خله محمودة محببا إلى الناس حفظ القرآن وله سبع سنين وذاكر الرجال بالآداب والشعر وله عشر سنين وكان يشاهد في مجلسه أربع مئة صاحب محبره وله من التأليف كتاب الإنذار والأعذار وكتاب التقصي في الفقه وكتاب الإيجاز ولم يتم وكتاب الانتصار من محمد بن جرير الطبري وكتاب الوصول إلى معرفه الأصول وكتاب اختلاف مصاحف الصحابة وكتاب الفرائض وكتاب المناسك عاش ثلاثا وأربعين سنة قال ومات في عاشر رمضان سنة سبع وتسعين ومئتين.
- أبو بكر محمد: وكان فقيها أديبا شاعرا ظريفا وكان يناظر أمام أصحابنا أبا العباس بن سريج وخلف أباه في حلقته عليه فقال يا هذه قد أجبتك ولست بسلطان فامضي ولا قاض فاقضي ولا زوج فأرضي فانصرفي.
- قال الذهبي: محمد بن داود بن علي الظاهري العلامة البارع ذو الفنون أبو بكر فكان أحد من يضرب المثل بذكائه وهو مصنف كتاب الزهرة في الآداب والشعر وله كتاب في الفرائض وغير ذلك حدث عن أبيه داود بن علي الظاهري وعباس الدوري وأبي قلابة الرقاشي وأحمد ابن أبي خيثمة ومحمد بن عيسى المدائني وطبقتهم وله بصر تام بالحديث وبأقوال الصحابة وكان يجتهد ولا يقلد احدا حدث عنه نفطويه والقاضي أبو عمر محمد بن يوسف وجماعة ومات قبل الكهولة.. فاستحسن ذلك منه.

## مصنفاته
- كتاب الإنذار
- كتاب الأعذار
- كتاب الوصول إلى معرفة الأصول
- كتاب الإيجاز
- كتاب الرد على بن شرشير
- كتاب الرد على أبي عيسى الضرير
- كتاب الانتصار من أبي جعفر الطبري
- زهرة العلوم مجموعة الأدب

## كتاب الزّهرة
يتألف كتاب الزّهرة من مئة باب: الأبواب الخمسون الأولى في الغزل، يقف المؤلّف فيها عند الحبّ، والشّوق، والعتاب، والفراق بين المحبّين إلى غير ذلك من المعاني، والأبواب الخمسون الأخيرة تتناول أغراض الشّعر الأخرى. كتب الدّكتور فيم رافين (Wim Raven) دراسة مفصّلة عن فصول الكتاب، وألّف الدكتور إياس يوسف ناصر مقالة يثبت فيها أنّ محمّد بن داود الأصفهانيّ قد نسج كتابه على منوال القصيدة العربيّة التّقليديّة، فابتدأ بالغزل، ثمّ تحوّل إلى سائر الأغراض جريًا على نهج الشّعراء العبّاسيّين الّذين كان يصدّرون القصيدة بالنّسيب ثمّ يتحوّلون إلى المدح.

## وفاته
قال أَحْمَد بن كَامِل: توفي مُحَمَّد بن دَأوُد الفَقِيه في سنة سبع ومائتين بعد وفاة يُوسُف القَاضِي، وقال الدَّأوُدي: كانت وفاة مُحَمَّد بن دَأوُد لسبع خلون من شوال. وقال غيره: مات لأيام بقين من شهر رمضان. وجلس ابن سريج لعزاه وقال ما آسى إلا على التراب الذي أكل لسان محمد بن داود.